# Берже, Пьер (1968)
Пьер Берже́ (фр. Pierre Berger; 9 июля 1968[…], Исси-ле-Мулино — 23 октября 2015[…], Рюэй-Мальмезон) — французский предприниматель, президент строительной компании Eiffage в 2012—2015 годах.

## Биография
Окончил парижскую Политехническую школу и Школу мостов и дорог. Ещё во время учёбы, в то время как другие студенты искали возможность поработать в крупных компаниях, основал собственную исследовательскую компанию, которую позднее продал фирме Vinci.
Окончив учёбу с отличием, поступил на работу в крупнейшую французскую строительную компанию Vinci, где сделал блестящую карьеру до руководителя департамента крупных проектов (с 2005). Одновременно с 2007 года возглавлял французское отделение компании. Под руководством Пьера Берже было реализовано множество масштабных проектов, как, например, строительство гигантского моста в Катаре. Однако, решает покинуть компанию, с руководством которой у него возникают разногласия по отдельным вопросам его слишком либерального руководства.
В конце 2010 года переходит на должность генерального директора в компании Eiffage, президент и основатель которой Жан-Франсуа Роверато, возглавлявший фирму на протяжении 35 лет, стал задумываться о поиске преемника. С 29 августа 2012 президент компании Eiffage.
Eiffage — третья во Франции и пятая в Европе строительная компания с количеством сотрудников 70 000 человек. За время руководства компанией Пьером Берже, она выполнила несколько заметных проектов, в частности строительство крупнейшего стадиона с раздвижной крышей в Лилле и Виадука Мийо. Компания разрабатывала строительство туннелей в Альпах для прокладки скоростной железной дороги между Лионом и Турином, продление 14-й линии Парижского метро, построила и эксплуатировала автомагистраль в Сенегале — первую современную платную магистраль на африканском континенте. Оборот Eiffage в 2014 году составил 13,98 миллиардов евро, чистая прибыль выросла на 7 % относительно предыдущего года и составила 275 миллионов евро. Стоимость акций компании за время управления её Пьером Берже выросла с 22,90 в 2012 году до 53,69 евро в 2015.
Скоропостижно скончался в ночь с 22 на 23 октября 2015 года.